# تاکاهیرو کیمورا
تاکاهیرو کیمورا (انگلیسی: Takahiro Kimura؛ زادهٔ ۱۹ مهٔ ۱۹۶۴) پویانما، و تصویرگر اهل ژاپن است.